# Rádio Orbital
A Rádio Orbital é uma estação emissora de radiodifusão local, emitindo em 101,9 MHz, com 2000 W, no concelho de Loures (Distrito de Lisboa), cujo alvará foi atribuído à Publidifusão Lda..

## História
Após o processo de regularização do espectro radiofónico português em 1988, a Publidifusão Lda. é titular, desde 30 de Março de 1989, da licença para o exercício da actividade de radiodifusão para cobertura local.
Em 2000, foi renovado o alvará para o exercício de radiodifusão sonora.
Em 2008 Rádio Orbital viu a sua licença renovada por mais 10 anos em 25 de Novembro.